# Racing Point RP19
De Racing Point RP19 is een Formule 1-auto die gebruikt wordt door het Racing Point F1-team in het seizoen 2019.

## Onthulling
Op 13 februari 2019 onthulde Racing Point de nieuwe auto middels een livestream op het internet. Via foto's werden beelden van de nieuwe auto vrijgegeven. De auto wordt bestuurd door de Mexicaan Sergio Pérez, die zijn zesde seizoen met het team ingaat, en de Canadees Lance Stroll die zijn eerste seizoen bij het team rijdt.

## Resultaten
| Kleur  | Resultaat                              |
| ------ | -------------------------------------- |
| Goud   | Winnaar                                |
| Zilver | Tweede plaats                          |
| Brons  | Derde plaats                           |
| Groen  | Gefinisht (punten behaald)             |
| Blauw  | Gefinisht (geen punten behaald)        |
| Blauw  | Niet geklasseerd (NC)                  |
| Paars  | Uitgevallen (DNF)                      |
| Rood   | Niet gekwalificeerd (DNQ)              |
| Zwart  | Gediskwalificeerd (DSQ)                |
| Wit    | Niet gestart (DNS)                     |
| Blanco | Gewond (INJ)                           |
| Blanco | Uitgesloten (EX)                       |
| Blanco | Teruggetrokken (WD) / Niet deelgenomen |
| P      | Poleposition                           |
| S      | Snelste ronde                          |

| Jaar | Chassis           | Motor                         | Banden | Coureurs     | 1   | 2   | 3   | 4   | 5   | 6   | 7   | 8   | 9   | 10  | 11  | 12  | 13  | 14  | 15  | 16  | 17  | 18  | 19  | 20  | 21  | Punten | WK-plaats |
| ---- | ----------------- | ----------------------------- | ------ | ------------ | --- | --- | --- | --- | --- | --- | --- | --- | --- | --- | --- | --- | --- | --- | --- | --- | --- | --- | --- | --- | --- | ------ | --------- |
| 2019 | Racing Point RP19 | Mercedes-AMG F1 M10 EQ Power+ | P      |              | AUS | BHR | CHN | AZE | SPA | MON | CAN | FRA | OOS | GBR | DUI | HON | BEL | ITA | SIN | RUS | JPN | MEX | VST | BRA | ABU | 73     | 7         |
| 2019 | Racing Point RP19 | Mercedes-AMG F1 M10 EQ Power+ | P      | Sergio Pérez | 13  | 10  | 8   | 6   | 15  | 12  | 12  | 12  | 11  | 17  | DNF | 11  | 6   | 7   | DNF | 7   | 8   | 7   | 10  | 9   | 7   | 73     | 7         |
| 2019 | Racing Point RP19 | Mercedes-AMG F1 M10 EQ Power+ | P      | Lance Stroll | 9   | 14  | 12  | 9   | DNF | 16  | 9   | 13  | 14  | 13  | 4   | 17  | 10  | 12  | 13  | 11  | 9   | 12  | 13  | 19  | DNF | 73     | 7         |
| Jaar | Chassis           | Motor                         | Banden | Coureurs     | 1   | 2   | 3   | 4   | 5   | 6   | 7   | 8   | 9   | 10  | 11  | 12  | 13  | 14  | 15  | 16  | 17  | 18  | 19  | 20  | 21  | Punten | WK-plaats |

Alfa Romeo C38 ·
Ferrari SF90 ·
Haas VF-19 ·
McLaren MCL34 ·
Mercedes AMG F1 W10 EQ Power+ ·
Racing Point RP19 ·
Red Bull RB15 ·
Renault R.S.19 ·
Toro Rosso STR14 ·
Williams FW42